# Nizar El Manouzi
Nizar El Manouzi (Rotterdam, 2 december 1996) is een Nederlands-Marokkaans acteur en presentator. Hij is onder andere bekend van zijn rol in Mocro Maffia. Sinds 20 mei 2021 is hij presentator bij Het Klokhuis.
El Manouzi heeft onder andere geacteerd bij het Ro Theater. Hij speelde de rol van Brahim in Catacombe (2018). In Mocro Maffia vertolkt hij sinds 2020 de rol van rechercheur El Moussaoui.
Naast acteren en presenteren, combineert El Manouzi ook nog vier studies aan de Erasmus Universiteit in Rotterdam: Filosofie, Geneeskunde, Gezondheidsbeleid en Media & Creative Industries.
In 2024 was El Manouzi te zien als deelnemer in het televisieprogramma Waku Waku.